# 瑟日站
瑟日站，是法国的一个铁路车站，位于法国法兰西岛市镇城市瑟日，属于法兰西岛大区第五收费区（Zone 5）。

## 位置
瑟日站位于瑟日市区的中北部，蒙苏－瑟日铁路33.746公里处。车站大致呈东西走向，开口朝南。

## 站台设置
| 北↑ |      |           |
|     |      | [T] · [H] |
|     | 侧式 |           |
| 南↓ |      |           |

## 停靠线路
以下列车线路在瑟日站停靠：
| 瑟日站列车线路表（区域线路） |          |           |        |        |
| 起点                         | 上一站   | 线路      | 下一站 | 终点   |
| 巴黎北                       | 维亚尔姆 | [T] · [H] | 吕扎什 | 吕扎什 |

## 配套交通

### 长途客车
瑟日站附近暂无常规长途汽车线路停靠。当Transilien H施工或罢工时，SNCF可能会提供途径该线路沿途站点的大巴车，其车票可与SNCF的同线路车票通用。

### 城市公共交通
瑟日站附近暂无城市公共交通线路。

### 社会车辆
瑟日站附近可停靠社会车辆。

## 临近车站
| 瑟日站（Gare de Seugy）        |                |                  |
| 上行车站                       | 线路           | 下行车站         |
| 维亚尔姆站 2.3km ←             | 蒙苏－瑟日铁路 | 吕扎什站 → 1.8km |
| - 本表仅显示运营中的线路及车站 |                |                  |